# 仁和镇 (永胜县)
仁和镇，是中华人民共和国云南省丽江市永胜县下辖的一个乡镇级行政单位。

## 行政区划
仁和镇下辖以下地区：
仁和村、高寨村、良田村、碧泉村、新坪村、新田村、打红村、朝阳村、宏德村、汇源村、临江村和山依拉村。